# Marc Ouellet
Marc Ouellet, född 8 juni 1944 i La Motte i Quebec, är en kanadensisk ärkebiskop och kardinal inom Romersk-katolska kyrkan. Han var ärkebiskop av Quebec från 2002 till 2010. Sistnämnda år utnämndes han till prefekt för Biskopskongregationen vid kurian.

## Biografi
Ouellet studerade i Rom såväl som i sitt hemland. Han doktorerade i kristendomens dogmatik vid Gregoriana 1982 och talar, förutom sitt modersmål franska, även engelska, tyska, spanska, italienska och portugisiska. 
Ouellet prästvigdes den 25 maj 1968; han utnämndes till titulärbiskop av Agropoli den 3 mars 2001. Den 15 november 2002 utnämndes han till ärkebiskop av Quebec och upphöjdes året därpå av påve Johannes Paulus II till kardinalpräst med Santa Maria in Traspontina som titelkyrka. Han var en av kardinalelektorerna vid konklaven 2005 och vid konklaven 2013. 
Den 28 juni 2018 upphöjde påve Franciskus Ouellet till kardinalbiskop.